# Bộ Côn lan
Bộ Côn lan (danh pháp khoa học: Trochodendrales) là một tên gọi thực vật để chỉ một bộ trong thực vật có hoa. Bộ này được công nhận trong hệ thống Cronquist và bao gồm 2 họ là họ Thủy thanh (Tetracentraceae) và họ Côn lan (Trochodendraceae), với mỗi họ chỉ có một loài cây thường xanh là thủy thanh (Tetracentron sinense) tại Trung Quốc và Nepal. Theo tác giả Nguyễn Nghĩa Thìn, Đại học Quốc gia Hà Nội thì nó cũng có mặt tại khu vực Hoàng Liên Sơn, Việt Nam. Loài kia là côn lan (Trochodendron aralioides) có tại Nhật Bản và Đài Loan). Bộ này được đặt trong phân lớp Hamamelidae của lớp Thực vật hai lá mầm (Magnoliidae).
Hệ thống Dahlgren cũng có cách xếp đặt tương tự ở cấp họ và bộ, nhưng đặt bộ này trong siêu bộ Rosanae của phân lớp Magnoliidae [=thực vật hai lá mầm].
Trong hệ thống APG II thì hai loài này hợp nhất lại trong một họ có tên gọi Trochodendraceae (với tùy chọn là có thể tách thành hai họ), và họ này được đặt trong số các thực vật hai lá mầm thật sự cơ bản, cạnh hai bộ là bộ Quắn hoa (Proteales) và bộ Hoàng dương (Buxales). Tuy nhiên, kể từ hệ thống APG III năm 2009 trở đi người ta lại công nhận bộ này và nó chỉ bao gồm 1 họ (Trochodendraceae) với 2 loài như đề cập trên đây.